# Antonio Carbonell

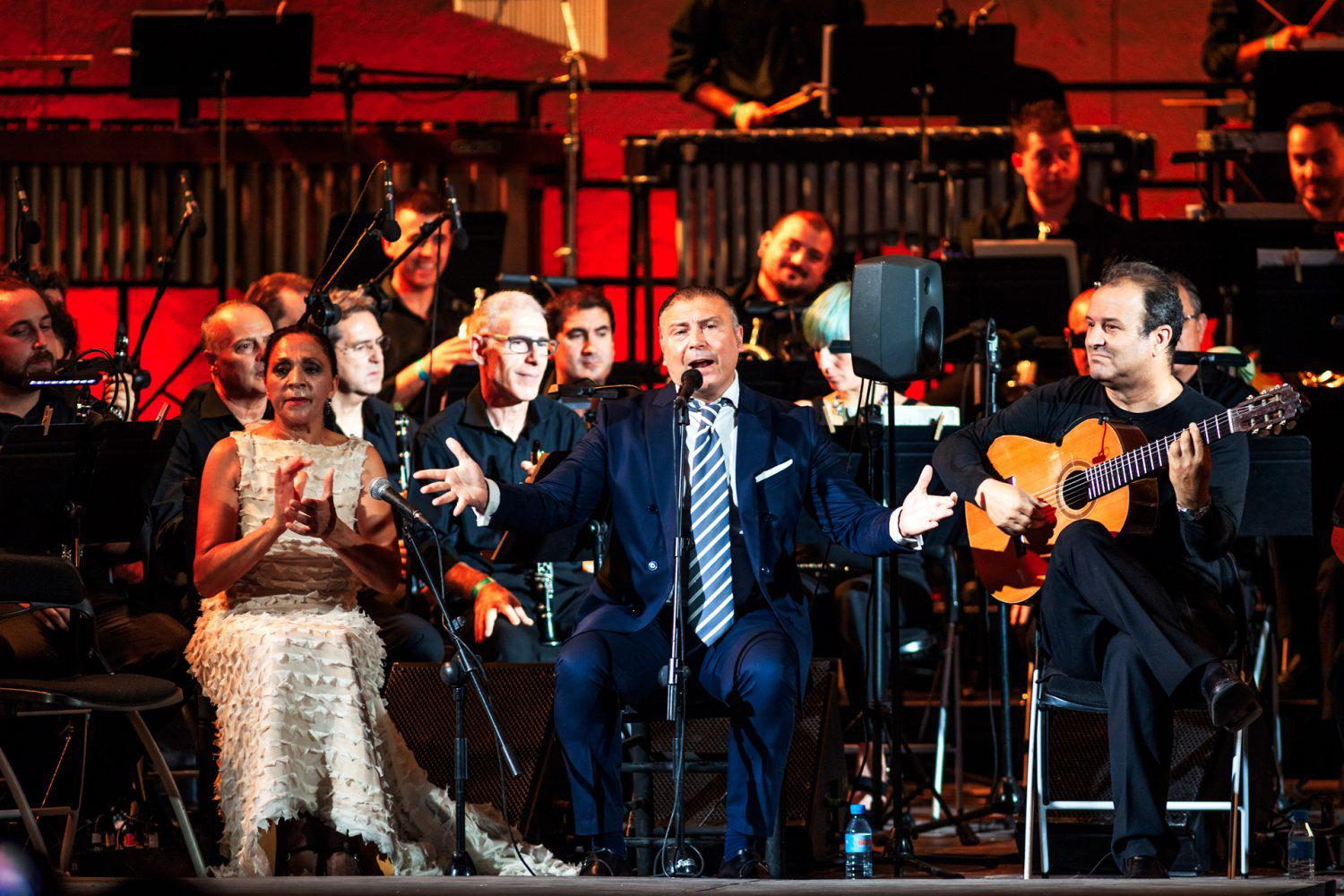
Antonio Carbonell (2018)

Antonio Carbonell Muñoz (* 30. November 1969 in Madrid) ist ein spanischer Pop- und Flamencosänger.

## Leben und Wirken
In den 1990er Jahren veröffentlichte er zwei Alben unter seinem Namen, in denen er Pop, Flamenco und Lateinamerikanische Musik miteinander vermischte.
Er wurde durch die Rundfunkanstalt TVE ausgewählt, Spanien beim Eurovision Song Contest 1996 zu vertreten. Mit dem Popsong ¡Ay, qué deseo! landete er beim Wettbewerb in Oslo auf Platz 20. 